# Stigmella crataegella
Stigmella crataegella é uma espécie de insetos lepidópteros, mais especificamente de traças, pertencente à família Nepticulidae.
A autoridade científica da espécie é Klimesch,, tendo sido descrita no ano de 1936.
Trata-se de uma espécie presente no território português.